# 前紅莫氏管肩魚
前紅莫氏管肩魚，為管肩魚科的其中一種，為深海魚類，分布於東大西洋馬得拉群島；東太平洋加拿大卑詩省海域，深度400-1620公尺，體長可達19公分，棲息在底中層水域，生活習性不明。

## 扩展阅读
維基物種上的相關：前紅莫氏管肩魚